# Jaklići
Jaklići (ponegdje Jaklić) su naseljeno mjesto u općini Prozor-Rama, Federacija Bosne i Hercegovine, BiH.

## Zemljopisni položaj
Jaklići se nalaze na obroncima planine Raduše odnosno Draševa na oko 600 metara nadmorske visine, te su nedaleko Ramskog jezera u sjevernoj Hercegovini. Mjesto se nalazi se 87 km od Mostara i 123 km od Sarajeva.

## Stanovništvo
| Jaklići            |              |              |              |
| godina popisa      | 1991.        | 1981.        | 1971.        |
| Hrvati             | 702 (99,15%) | 671 (98,53%) | 670 (99,70%) |
| Muslimani          | 0            | 0            | 1 (0,14%)    |
| Srbi               | 0            | 0            | 0            |
| Jugoslaveni        | 0            | 0            | 0            |
| ostali i nepoznato | 6 (0,84%)    | 10 (1,46%)   | 1 (0,14%)    |
| ukupno             | 708          | 681          | 672          |

### Popis 2013.
| Jaklići            |              |
| godina popisa      | 2013.        |
| Hrvati             | 606 (99,84%) |
| Bošnjaci           | 0            |
| Srbi               | 0            |
| ostali i nepoznato | 1 (0,16%)    |
| ukupno             | 607          |

## Poznate osobe
- Ante Jelić, svećenik, predsjednik HKDD-a
- Delfina Tadić, državna prvakinja u karateu